# Erich Erdös
Erich Erdös foi um patinador artístico austríaco, que competiu no individual masculino. Ele conquistou uma medalha de bronze em campeonatos mundiais, duas medalhas de bronze em campeonatos europeus e foi quatro vezes medalhista do campeonato nacional austríaco.

## Principais resultados
| Resultados           | Resultados        | Resultados        | Resultados        | Resultados       | Resultados    | Resultados    | Resultados    | Resultados    | Resultados    | Resultados    | Resultados    | Resultados    | Resultados    | Resultados    |
| Internacional        | Internacional     | Internacional     | Internacional     | Internacional    | Internacional | Internacional | Internacional | Internacional | Internacional | Internacional | Internacional | Internacional | Internacional | Internacional |
| Evento/Temporada     | 1931– 1932        | 1932– 1933        | 1933– 1934        | 1934– 1935       |               |               |               |               |               |               |               |               |               |               |
| -------------------- | ----------------- | ----------------- | ----------------- | ---------------- | ------------- | ------------- | ------------- | ------------- | ------------- | ------------- | ------------- | ------------- | ------------- | ------------- |
| Campeonato Mundial   |                   | 4.º               | Medalha de bronze | 7.º              |               |               |               |               |               |               |               |               |               |               |
| Campeonato Europeu   | Medalha de bronze | Medalha de bronze | 5.º               | 6.º              |               |               |               |               |               |               |               |               |               |               |
| Nacional             |                   |                   |                   |                  |               |               |               |               |               |               |               |               |               |               |
| Campeonato Austríaco | Medalha de bronze | Medalha de prata  | Medalha de prata  | Medalha de prata |               |               |               |               |               |               |               |               |               |               |
|                      |                   |                   |                   |                  |               |               |               |               |               |               |               |               |               |               |